# Roc Blanc (Tarrasa)

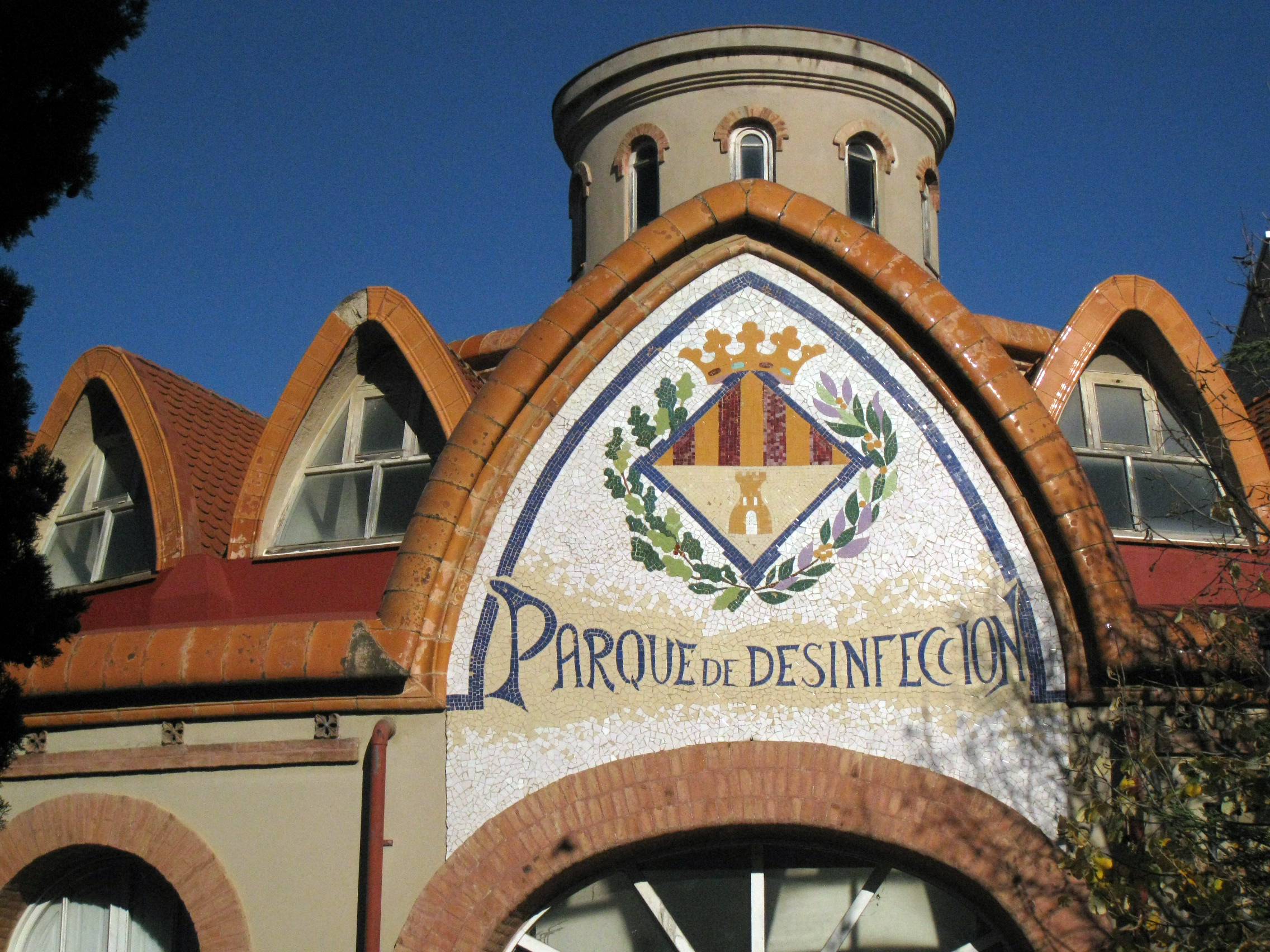
El Parque de Desinfección, en el barrio del Roc Blanc.

El Roc Blanc (o antiguamente las Islas Perdidas), nombre conocido por los vecinos. Es un barrio de Tarrasa, en la parte occidental del distrito 4. Tiene una superficie de 0,46 km² y una población de 5.839 habitantes en el 2011.
Está limitado al noroeste por la vía del ferrocarril Barcelona-Manresa de la RENFE, al norte y al este por la Ronda de Ponent, al sur por la carretera de Olesa (C-58) y la autopista Tarrasa-Manresa (C-16) y al oeste por el núcleo de Can Tries, dentro del término municipal de Viladecavalls, al límite del cual se levanta el cerro del Roc Blanc (297 m) que da nombre al barrio.

## Historia
Las primeras casas del barrio se construyeron borde la carretera de Olesa hacia el final de la década del 1940 y fueron seguidas por otras edificaciones hacia el interior, a las calles de Bailèn y Nàpols, a la vertiente del torrente de las Gueraldes, en un lugar aislado que era conocido por los vecinos como las Islas Perdidas, o más bien por el nombre en castellano, Islas Perdidas. El alumbrado público no llegó hasta la década del 1970 y hacia el final del siglo XX fue objeto de un plan especial para la urbanización y rehabilitación del barrio.

## Lugares de interés
- El antiguo Parque de Desinfección, construcción modernista de 1920, obra de Josep Maria Coll y Bacardí, pequeño edificio circular coronado por una torre cilíndrica y con arcos parabólicos a las aperturas. Situado borde la carretera de Olesa.

## Comunicaciones y transportes
Por el barrio pasen la autopista C-16 y la C-58. También tiene acceso a la B-120, que nace en el barrio, y a la C-58, ya como carretera. En un futuro, también tendrá acceso por la C-58 a la B-40 (cuarto cinturón de Barcelona). Por el barrio pasa la línea 5 de TMESA (Transportes Municipales de Egara), la empresa que lleva a cabo el servicio público de viajeros de Tarrasa. Los vecinos piden más líneas, que puedan traerlos a diferentes lugares de la ciudad sin necesidad de transbordo.